# Rozejm w Villa Giusti

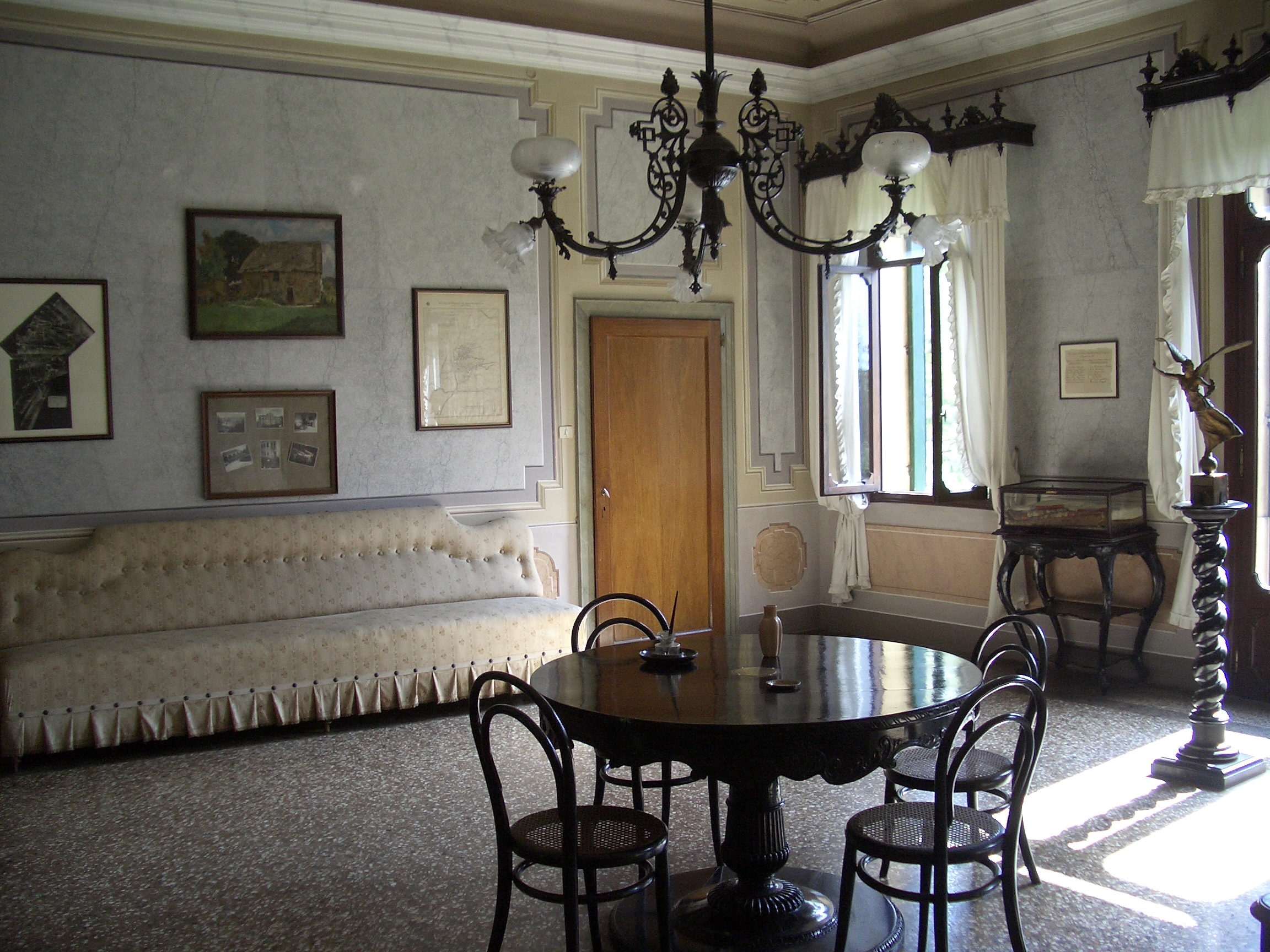
Villa Giusti (stół przy którym podpisano rozejm)

Rozejm w Villa Giusti (wł. Armistizio di Villa Giusti, niem. Waffenstillstand von Villa Giusti) – rozejm między Ententą i Austro-Węgrami, podpisany w Villa Giusti w północnych Włoszech 3 listopada 1918 r. w czasie I wojny światowej.
Przewidywał bezzwłoczne zaprzestanie działań zbrojnych, wycofanie wojsk z ziem okupowanych i demobilizację ze strony Austro-Węgier, wycofanie wojsk niemieckich z ziem Austro-Węgier w ciągu 15 dni pod groźbą internowania. Repatriacja jeńców sprzymierzonych miała nastąpić bez zapewnienia wzajemności.
Ze strony sojuszników układ podpisał m.in. gen. Pietro Badoglio, ze strony austriackiej gen. Viktor Weber Edler von Webenau.
Ponieważ 31 października Węgry ogłosiły niepodległość, zawarto z nimi osobny rozejm w Belgradzie 13 listopada.